# FC Rieti
FC Rieti is een Italiaanse voetbalclub uit Rieti. De club werd opgericht in 1936. De officiële clubkleuren zijn donkerrood en lichtpaars.

## Geschiedenis
De ploeg werd opgericht in 1936 onder de naam Supertessile Rieti, gewijzigd in 1948 onder de naam S.S. Rieti om uiteindelijk vanaf 1996 zijn huidige naam te krijgen. In het seizoen 1946/47 en 1947/48 speelde de ploeg in de Serie B, de hoogst behaalde reeks. 